# تاشان أوكلي بوث
تاشان أوكلي بوث (بالإنجليزية: Tashan Oakley-Boothe)‏ (14 فبراير 2000 في المملكة المتحدة - ) هو لاعب كرة قدم بريطاني في مركز الوسط.

## وصلات خارجية
- تاشان أوكلي بوث على موقع الاتحاد الأوربي (الإنجليزية)
- تاشان أوكلي بوث على موقع قاعدة بيانات كرة القدم.إي يو (الإنجليزية)
- تاشان أوكلي بوث على موقع Soccerbase.com (لاعب) (الإنجليزية)